# Psi Scorpii
Psi Scorpii (15 Scorpii) é uma estrela na direção da constelação de Scorpius. Possui uma ascensão reta de 16h 12m 00.00s e uma declinação de −10° 03′ 51.1″. Sua magnitude aparente é igual a 4.93. Considerando sua distância de 165 anos-luz em relação à Terra, sua magnitude absoluta é igual a 1.41. Pertence à classe espectral A3IV.